# Beaurepaire, Vendée
Beaurepaire är en kommun i departementet Vendée i regionen Pays de la Loire i västra Frankrike. Kommunen ligger i kantonen Les Herbiers som tillhör arrondissementet La Roche-sur-Yon. År 2022 hade Beaurepaire 2 406 invånare.

## Befolkningsutveckling
Antalet invånare i kommunen Beaurepaire
| Referens: INSEE |